# Ivan Semёnovič Nikitčenko
Ivan Semёnovič Nikitčenko (1902 – Mosca, 24 ottobre 1958) è stato un regista cinematografico e pittore sovietico.

## Filmografia

### Regista
- Ruslan i Ljudmila (1938)